# Chrono Symphonic - A Cinematographic Interpretation
Chrono Symphonic - A Cinematographic Interpretation é um álbum quadriplo produzido por Andressa Lee Tripét com a versão dos Idiomas e sotaques incidentais do jogo Chrono Trigger interpretada por 18 artistas, havendo uma mistura de instrumentos eletrônicos e Rock E Vozes. A Trilha do jogo foi originalmente composta por Yasunori Mitsuda, Nobuo Uematsu e Massariko Matsada.

## Disco 1
- 01. Inciting Incident
- 02. Morning Sunlight
- 03. Blue Skies Over Guardia
- 04. To Lands Unknown
- 05. Darkness Dueling
- 06. Lucca's Arrival
- 07. Revelation Of Fire
- 08. Hymn Of Valor
- 09. Frog's Intervention
- 10. Denadoro Climb
- 11. The Massamune
- 12. Darkest Omen
- 13. Confronting The Mystic
- 14. Door To The End Of Time

## Disc 2
- 01. Manifesty Destiny
- 02. Schala And The Queen
- 03. The Third Guru
- 04. Beneath The Surface
- 05. The Rising
- 06. Crono's Dream
- 07. The Chrono Trigger
- 08. A Parting Of Ways
- 09. The Last Stand
- 10. The New Beginning
- 11. To Far Away Times

## Compositores
- Sephfire
- Sleepy Emp
- LunarHeart
- SirRus
- ZAS
- DarkeSword

- Claado Shou
- Red Omen
- PLBenjaminZ
- Ellywu2
- Blake Perdue
- Rellik
- Russell Cox
- Unknown
- Reuben Kee
- RoeTaKa
- pixietricks
- mv

OBS.: Alguns dos compositores acima compuseram mais de uma única música, já outros compositores trabalharam em dupla para compor outras músicas.

## Ligações Externas
- Chrono Symphonic: Chrono Trigger Remix Project
- Chrono Symphonic: Remixers